# Beat ’Em Up
Beat ’Em Up – trzynasty album solowy Iggy’ego Popa wydany w 2001 roku.

## Lista utworów
1. "Mask"
2. "Lost"
3. "Howl"
4. "Football"
5. "Savior"
6. "Beat ’Em Up"
7. "Talking Snake"
8. "Jerk"
9. "Death Is Certain"
10. "Go for the Throat"
11. "Weasels"
12. "Drink New Blood"
13. "It's All Shit"
14. "Ugliness"
15. "Vip"

## Twórcy
- Iggy Pop – wokal, gitara, keyboard, perkusja
- Alex Krist – perkusja
- Whitey Kirst – bas
- Pete Marshall – gitara
- Lloyd 'Mooseman' Roberts – gitara